# إيدر
إيدر (بالبرتغالية: Éder‏) وإسمه الكامل هو إيدرزيتو أنطونيو ماسيدو لوبيز (بالبرتغالية: Éderzito António Macedo Lopes‏) هو لاعب كرة قدم برتغالي في مركز الهجوم ولد في يوم 22 ديسمبر 1987، كان يلعب مع نادي ليل الفرنسي و نادي الرائد السعودي. لعب أيضاً مع منتخب البرتغال لكرة القدم وكان ضمن التشكيلة في كأس العالم لكرة القدم 2014 في البرازيل. سجل في نهائي بطولة أمم أوروبا
لكرة القدم 2016 الذي فازت به البرتغال بفضل هدفه الوحيد.يبلغ طوله 190 سم وهو من أصل بيساوي.

## مسيرته

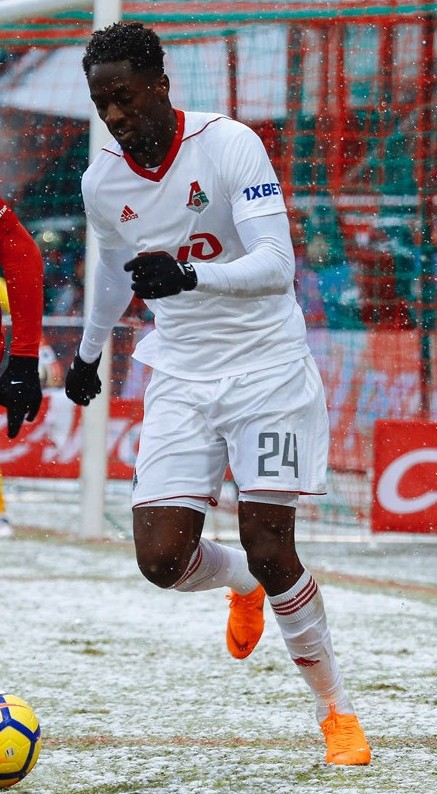
إيدر يلعب في ديربي موسكو لصالح لوكوموتيف (مارس 2018).

### الأندية
ولد إيدير لوبيز في غينينا بيساو في 22 ديسمبر 1987، قبل أن يقرر ترك موطنه والسفر للبرتغال للعيش مه عائلته هناك. مع وصول إيدير للبرتغال إنضم لفريق الناشئين في نادي أداميا، الذي لعب في صفوفه حتى عام 2006، لينتقل بعدها لعدد من الأندية في الدرجة الثالثة في البرتغال؛ أولفييرا هوسبيتال، توريزينسي ثم انضم إلى أكاديميكا كويمبرا.
بعد أن قضى إيدر 4 مواسم داخل فريق أكاديميكا كويمبرا شارك خلالها في 83 مباراة، تمكن خلالها من هز الشباك في 12 مناسبة، قرر ترك النادي بعد تلقيه عرض في عام 2012، انتقل بموجبه إلى نادي سبورتنغ براغا، حيث كانت بدايته الحقيقة مع عالم الاحتراف. استمر إيدير في نادي براغا لثلاث مواسم ارتدى خلالهم قميص الفريق في 60 مباراة، تمكن من احراز 26 هدفًا للفريق، جعلته محط أنظار عديد الأندية لينتقل بعدها إلى صفوف نادي سوانزي سيتي في الدوري الإنجليزي الممتاز .
لم يكن موسم 2015\2016 مع نادي سوانزي سيتي ناجحاً بالنسبة لإيدير، بعدما شارك في 15 مباراة لم يحقق خلالها أي هدف، ليقررالرحيل إلى نادي ليل الفرنسي في يناير 2016 على سبيل الإعارة.
ومع ظهور بمستوى جيد مع نادي ليل والتحسن في أدائه، قرر النادي التوقيع معه بشكل رسمي لمدة 4 سنوات، كما وتمكن في الوقت ذاته من حجز مكان له في قائمة منتخب البرتغال استعداداً للمشاركة في بطولة الأمم الأوروبية 2016.

### المنتخب
يعد إيدير واحد من خمسة لاعبين في منتخب البرتغال ولدوا خارج أوروبا إلى جانب دانيلو بيريرا، بيبي، ناني، وويليام كارفاليو، بالإضافة إلى أنه لم يسبق له اللعب لواحد من الأندية الأكبر الثلاثة في الدوري البرتغالي. شارك إيدر للمرة الأولى مع منتخب البرتغال في مباراة أمام أذربيجان في 2014 لكنه ظل لاعباً غير أساسي بعد ذلك، حتى سنحت له الفرصة بالتواجد في تشكيلة المنتخب البرتغالي في نهائيات الأمم الأوروبية 2016 في فرنسا.
مع اعلان مدرب المنتخب البرتغالي للتشكيلة النهائية المستدعاة للمشاركة في الأمم الأوروبية، ارتفعت الأصوات الغاضبة والمنتقدة لاختياره إيدير، بعدما لم يتمكن من التسجيل مع البرتغال سوى 3 أهداف فقط خلال 29 دولية خاضها بقميص برازيل أوروبا وجميعها كاحتياطي.
شارك في 3 مباريات فقط من أصل 7 خاضتها البرتغال في البطولة الأوروبية. وفي 10 يوليو 2016 في المباراة النهائية للبرتغال أمام فرنسا، دخل بديلاً في الأشواط الإضافية ليحرز الهدف الحاسم ويقود البرتغال للفوز باللقب.

## وصلات خارجية
- إيدر على فرق كرة القدم الوطنية.كوم
- إيدر على موقع الاتحاد الدولي (مؤرشف)  (الإنجليزية)
- إيدر على موقع الاتحاد الأوربي (الإنجليزية)
- إيدر على موقع قاعدة بيانات كرة القدم.إي يو (الإنجليزية)
- إيدر على موقع ليكيب (الفرنسية)
- إيدر على موقع ناشيونال فوتبول تيمز (الإنجليزية)
- إيدر على موقع Soccerbase.com (لاعب) (الإنجليزية)
- إيدر على موقع Soccerway.com (الإنجليزية)
- إيدر على موقع عالم كرة القدم.نت (الإنجليزية)
- إيدر على موقع AS.com (الإسبانية)
- إيدر على موقع فوتبول بوز